# Orešac (okręg zajeczarski)
Orešac (cyr. Орешац) – wieś w Serbii, w okręgu zajeczarskim, w gminie Knjaževac. W 2011 roku liczyła 272 mieszkańców.